# 北極盆地

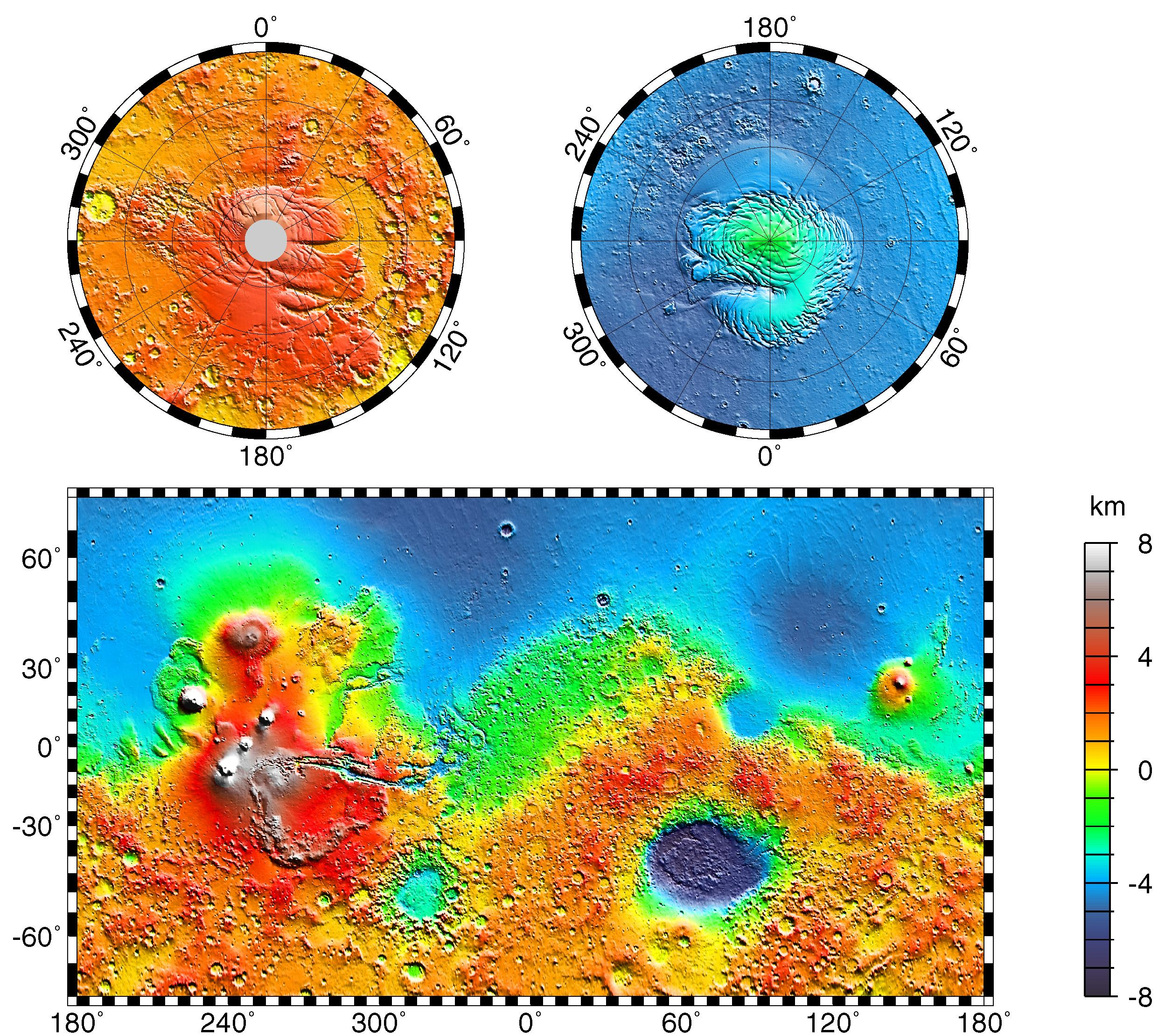
火星的北極盆地是位於本火星地形圖北方以藍色表示的廣大低平區域。它的橢圓形狀被火山地形（紅色中間偏左區域）破壞部分區域。

北極盆地（英語：North Polar Basin或Borealis basin）是位於火星北半球的一個巨大盆地，面積佔了火星表面積40%。海盜1號的登陸地點克里斯平原被認為曾是向北極盆地開口的海灣。

## 相關假設
關於北極盆地這個低平且相對極少撞擊坑的地形，有假設認為是由一次巨大的撞擊導致，稱作「北極撞擊事件」（Borealis impact）。兩次相關模擬認為造成撞擊的物體是低速（6到10 km/s）傾斜角度撞擊，且撞擊物體直徑約1600到2700公里。火星全球探勘者號的地形資料支持這個理論模型，且指出這個可能的橢圓形撞擊坑長短軸分別是10600和8500公里，中心座標67°N，208°E；不過北極盆地一部分的環已經被形成塔爾西斯的大規模火山噴發掩蓋。而這可能是北極盆地次級環的證據。因此北極盆地可能是太陽系中最大的撞擊坑，直徑是月球南極-艾托肯盆地或火星希臘平原的四倍。
由於火星比地球小，更早冷卻形成液態水建構生命有利條件，至今仍可在地球找到碰撞後的火星岩石碎片，且撞擊時期與地球最初出現生命時期相同，因此另有泛種論的假說，認為地球原始生命可能來自火星。